# Hafenkirche (Mannheim)

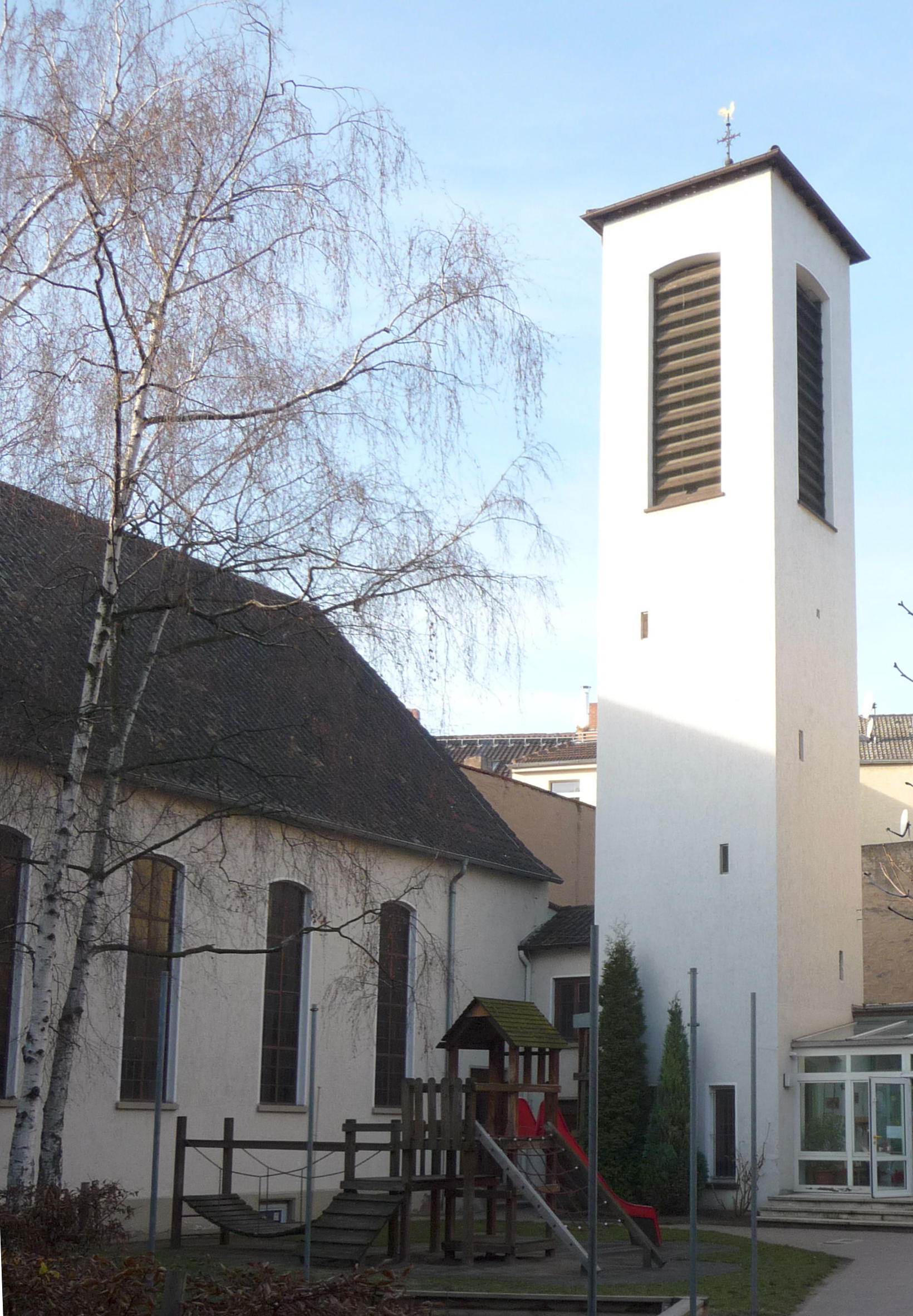
Hafenkirche

Die Hafenkirche (vollständiger Name: Hafenkirche zur Barmherzigkeit Gottes) ist eine evangelische Kirche im Mannheimer Stadtteil Jungbusch. Sie wurde zwischen 1951 und 1953 vom Architekten Max Schmechel erbaut.

## Geschichte
Im letzten Drittel des 19. Jahrhunderts nahm die Bevölkerung Mannheims so sehr zu, dass die historischen Stadtgrenzen zu eng wurden und die Wohnbebauung auf die benachbarten Gebiete übergriff. Im Westen entstand so zwischen dem Hafen und der Innenstadt der Stadtteil Jungbusch. Die Zahl der Evangelischen in Mannheim, für die es mit der Trinitatiskirche und der Konkordienkirche nur zwei Kirchen gab, wuchs zwischen 1871 und 1900 von 18.431 auf 61.710. Für das Gebiet des Jungbuschs war die Trinitatiskirche zuständig, was die Pfarrer vor große Schwierigkeiten stellte, weil auch die räumlich abgesonderte Neckarspitze zu betreuen war. Im dortigen Kindergarten wurde daher ab 1892 ein eigener Gottesdienst gehalten. Überlegungen die Neckarspitze der neuen Neckarstädter Lutherkirche zuzuschlagen mussten aber verworfen werden.
Schließlich wurde 1914 eine weitere, die dritte, eigenständige Pfarrei an der Trinitatiskirche für den Jungbusch eingerichtet. Von 1927 bis 1931 wirkte hier Pfarrer Erwin Eckert, einer der bekanntesten Vertreter der Religiösen Sozialisten in der Weimarer Republik. Nach dem Zweiten Weltkrieg erhielt die Jungbuschpfarrei ihre eigene Kirche. Sie wurde zwischen 1951 und 1953 auf einem alten Fabrikgelände gebaut. Am 10. Mai 1953 wurde die Hafenkirche von Landesbischof Julius Bender eingeweiht. Gab es zu Beginn der 1960er noch etwa 5.000 Gemeindeglieder, erlebte der Jungbusch in den folgenden Jahrzehnten einen tiefgreifenden Wandel. In den vergleichsweise günstigen Mietwohnungen siedelten sich bevorzugt Migranten an. Aus diesem Grund arbeitete die Kirchengemeinde auch eng mit den Gemeinden der benachbarten Yavuz-Sultan-Selim-Moschee und der Mannheimer Synagoge zusammen. 2008 lebten im Jungbusch noch knapp 900 Protestanten, weswegen sich die Gemeinde mit der Konkordienkirche zur „Citygemeinde Hafen Konkordien“ zusammenschloss.

## Kirche

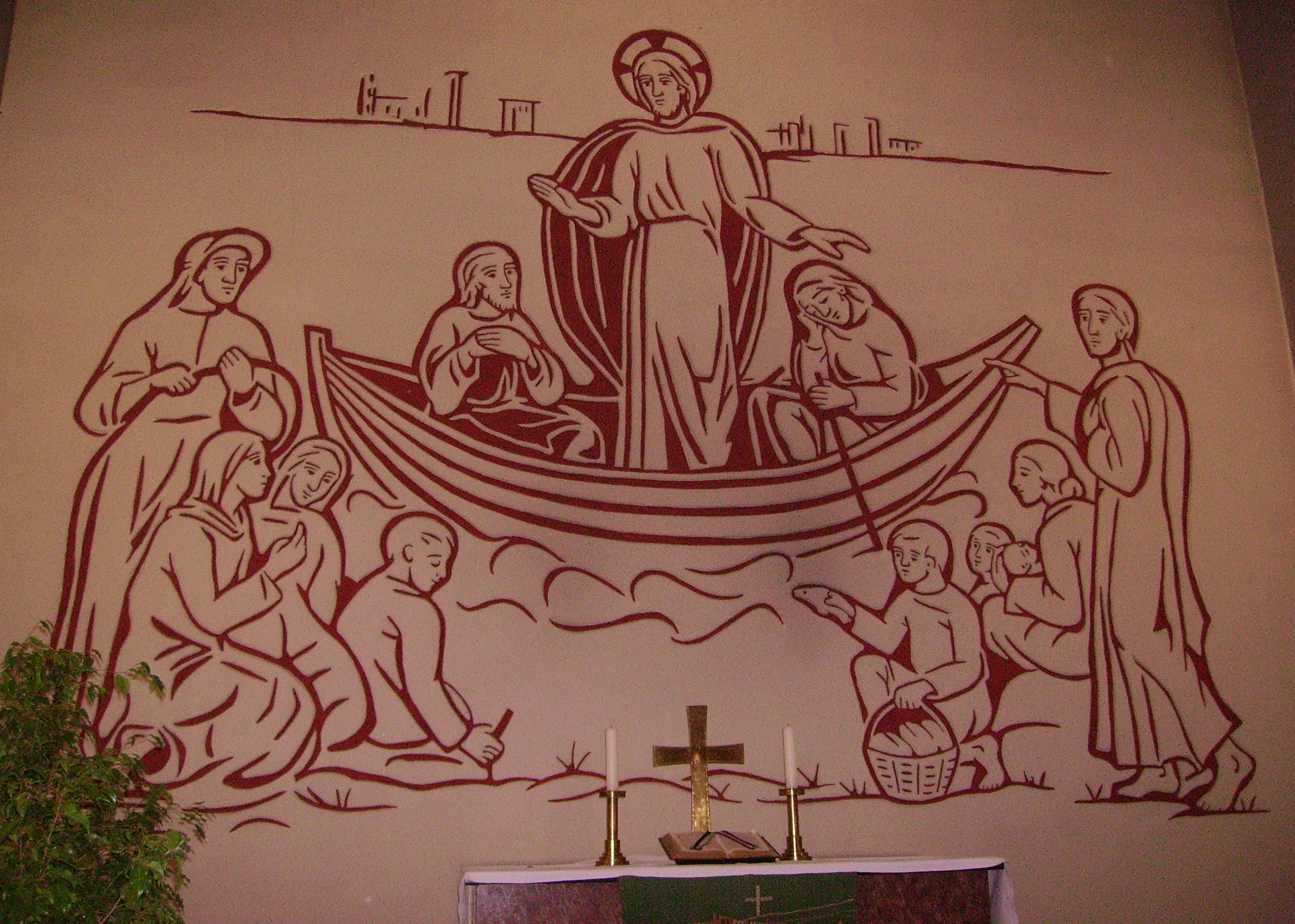
Altarbild

Die Hafenkirche steht im Jungbusch, zurückgesetzt von der Kirchenstraße. Auf dem von Wohnblocks umgebenen Gelände befand sich früher die Bendersche Korkfabrik und zuletzt eine Druckerei des Burda-Verlags, die im Zweiten Weltkrieg ausbrannte. Das Untergeschoss und Teile der Mauern wurden in den Kirchenbau integriert. Auch der freistehende Kirchturm steht an einer Stelle, an der bereits die Fabrik einen Turm hatte. Die Kirche ist ein einschiffiger Bau, der von einem Satteldach bedeckt ist. Die Holzdecke im Innenraum erinnert an einen umgedrehten Schiffsbauch. An der Wand des eingezogenen Altarraums befindet sich die in Sgraffitotechnik ausgeführte Darstellung „Christus am See Genezareth“.
Im Turm hängen vier Glocken in der Schlagtonfolge b1–c2–es2–f2, die von der Karlsruher Glocken- und Kunstgießerei 1952/54 gegossen wurden.

## Schifferseelsorge

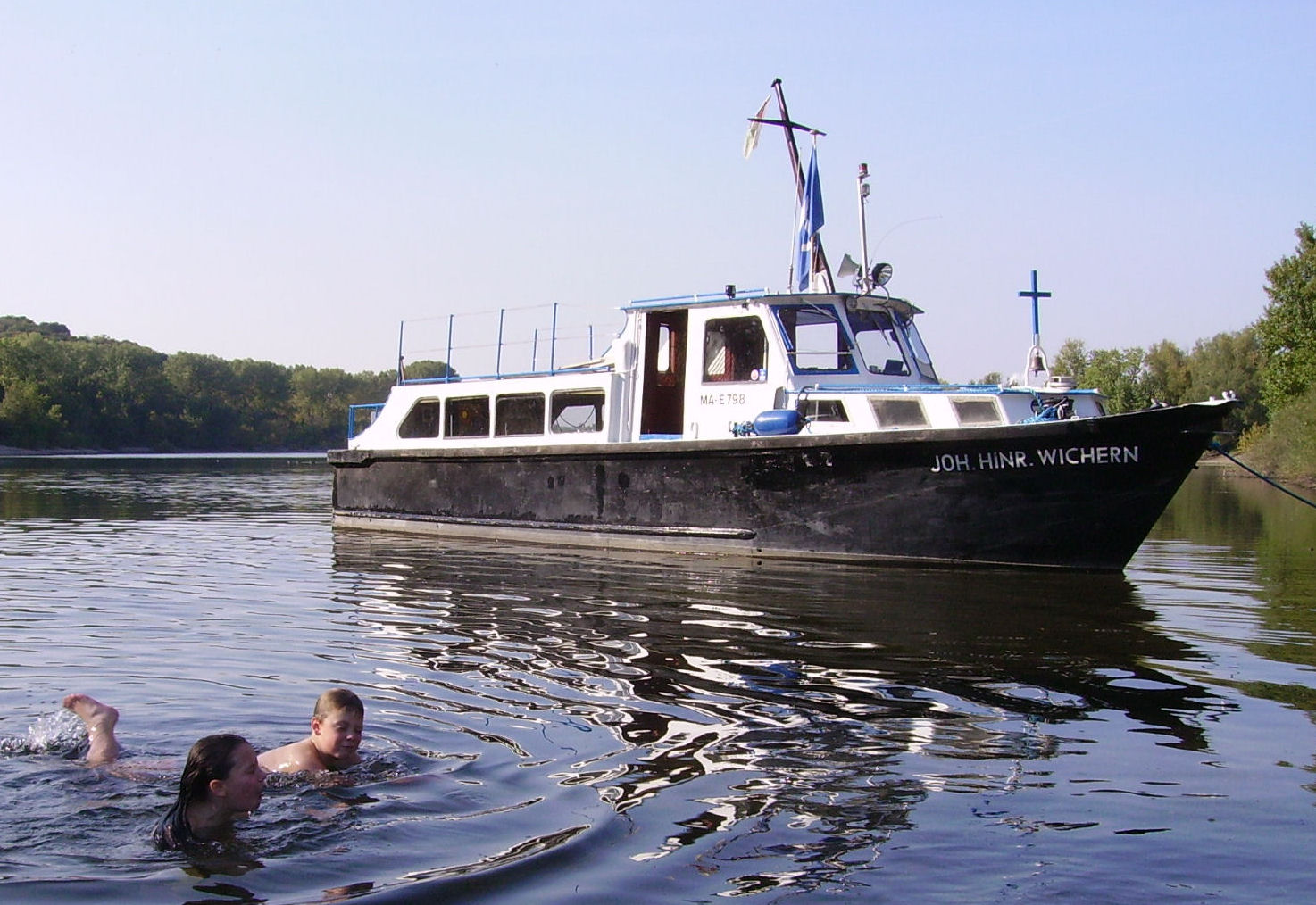
Boot der Hafenkirche

Zur Hafenkirche gehört auch die Schifferseelsorge, deren Tätigkeit sich allerdings seit dem Zweiten Weltkrieg stark verändert hat. Während in den 1950er Jahren die Binnenschiffer am Wochenende im Mannheimer Hafen lagen und die Kirche besuchen konnten, sind mittlerweile die Lösch- und Ladezeiten so kurz, dass die Schiffer kaum noch an Land kommen. Aus diesem Grund besitzt die Hafenkirche ein eigenes, 12 Meter langes Boot zum Besuchen der Schiffe, aber auch für Taufen und Trauungen der Schifferfamilien, die Johann Hinrich Wichern. Das Boot ist benannt nach Johann Hinrich Wichern, dem Begründer der Inneren Mission der Evangelischen Kirche.

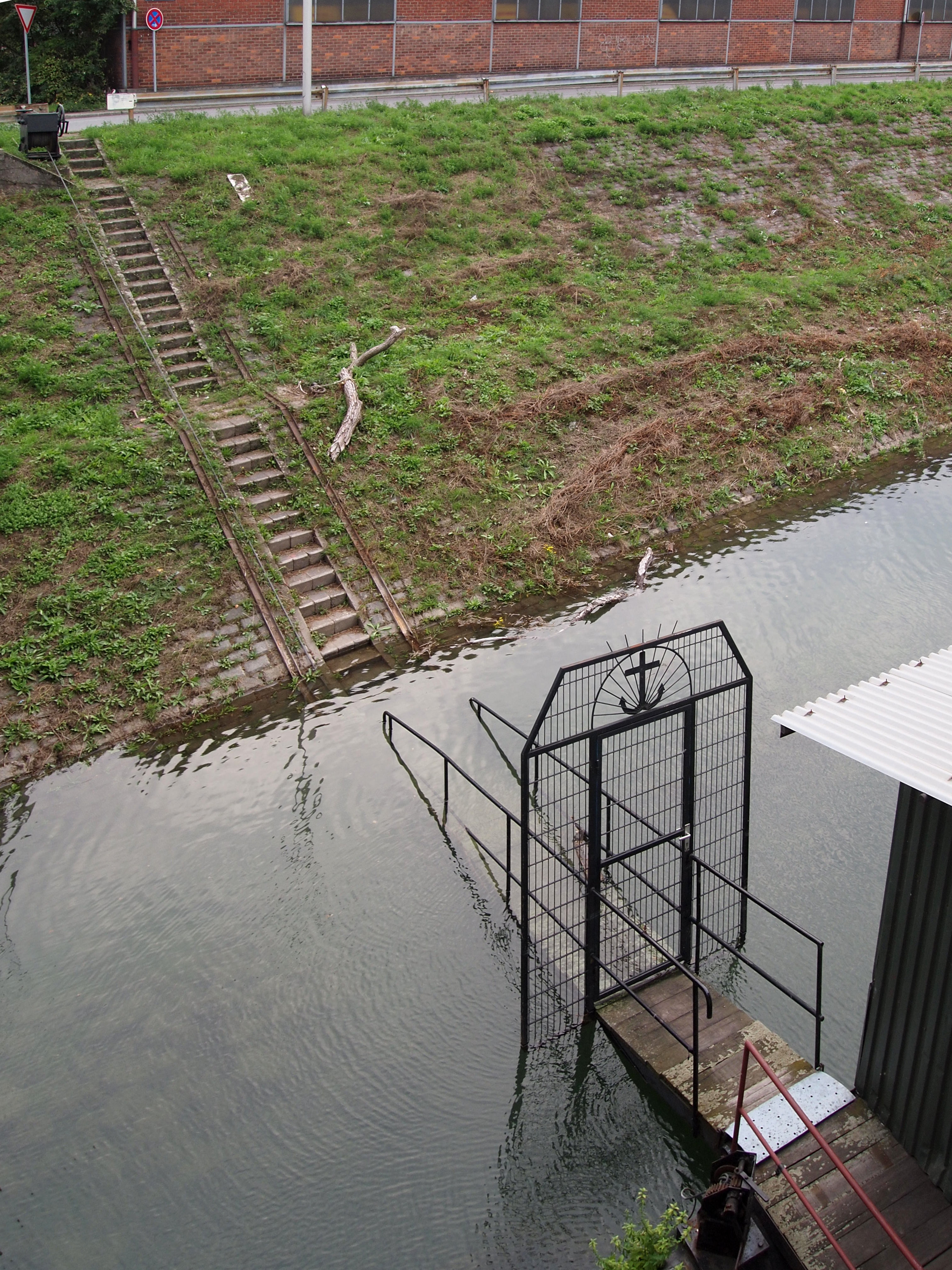
Bootshaus der Hafenkirche